# Isolotti di Minin
Gli isolotti di Minin (in russo Шхеры Минина, Šchery Minina) sono un arcipelago russo bagnato dal mare di Kara.
Amministrativamente fanno parte del distretto del Tajmyr del Territorio di Krasnojarsk, nel Circondario federale della Siberia.

## Geografia
Le isole sono situate al largo delle coste della penisola del Tajmyr a nord della foce del fiume Pjasina. Si estendono in un'area che va, a nord, dalla penisola di Michajlov (полуостров Михайлова, proluostov Michajlova), fino al golfo della Pjasina (залив Пясинский, zaliv Pjasinskij) a sud. La loro latitudine è compresa tra i 74° e i 75° N, e la longitudine tra gli 84° e gli 87° 30'E.
L'arcipelago è un sistema complesso di isole, canali e piccole penisole nella desolata tundra della costa della penisola del Tajmyr. Le isole del gruppo sono le seguenti:
- Isola Kolosovych (остров Колосовых), la maggiore del gruppo, situata lungo la costa occidentale della grande penisola del Tajmyr, tra due penisole minori della stessa: quella di Michajlov, a nord-est, e quella di Minin[1] (полуостров Минина, proluostov Minina), a sud; e tutte le isole adiacenti.
- Isole di Kjellman (острова Челльмана), ad ovest-nord-ovest della penisola di Minin e a ovest della baia di Minin. Sono una decina di isole comprese tra il gruppo di Kolosovych e quello delle Plavnikovye. Le due isole principali sono Olenij e Cirkul', separate l'una dall'altra dallo stretto di Škol'nikov (пролив Школьникова, proliv Škol'nikova).
- Isole Plavnikovye (острова Плавниковые), oltre 40 isole a sud della penisola di Minin. La maggior parte si trova nel, o al largo, del golfo di Minin (залив Минина, zaliv Minina), ma si estendono anche più a sud, fino al golfo della Pjasina. Le due isole maggiori sono Pescovyj e Kruglyj, affiancate e separate dallo stretto Glubokyj (пролив Глубокий, proliv Glubokij).

Più a sud, sempre nel golfo della Pjasina, e propriamente alla foce del fiume Pjasina, si trova un altro gruppo di isole, che non fa parte degli scogli di Minin: le isole Labirintovye.

## Clima
Gli inverni sono lunghi e rigidi, tanto che la costa e le isole sono fuse insieme in un tutt'uno ghiacciato per la maggior parte dell'anno. Il disgelo estivo in genere dura solo circa due mesi. C'è una grande varietà di fauna artica sugli scogli di Minin e tutta la zona fa parte della Riserva naturale del Grande Artico, la più grande riserva naturale della Federazione russa.

## Storia
L'arcipelago ha preso il nome del navigatore Fëdor Alekseevič Minin (Фёдор Алексеевич Минин), che guidava il distaccamento "Ob-Enisej" (1733-1742) della Seconda spedizione in Kamčatka (chiamata anche Grande spedizione del Nord, Великая северная экспедиция), e che assieme a Dmitrij Vasil'evič Sterlegov lo scoperse e descrisse nel 1740.
La regione è stata in seguito esplorata da Fridtjof Nansen e poi, più approfonditamente, dal barone Eduard von Toll durante la sua ultima impresa: la Spedizione polare russa del 1900-1902 sulla scuna Zarja comandata dal capitano Nikolaj Nikolaevič Kolomejcev  Nei suoi scritti Toll descrisse questa area come un labirinto, e la Zarja si arenò per tre volte in quelle acque. Nonostante alcune imprecisioni nelle misurazioni delle posizioni e nell'identificazione delle isole, gli studiosi della sua spedizione sbarcarono su molte isole e promontori, dando loro un nome e contribuendo con utili dati scientifici su questa zona relativamente sconosciuta dell'Artico. Il nome degli scogli di Minin è stato dato da Toll e dai membri della sua spedizione. 

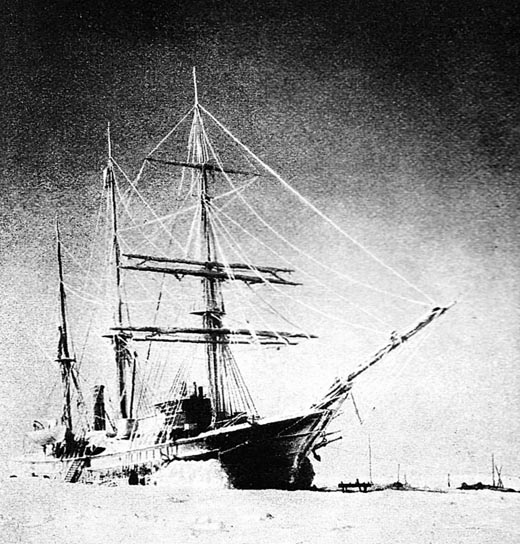
La scuna russa Zarja

## Elenco degli isolotti
Elenco degli Isolotti di Minin, da nord a sud, seguendo i vari sottogruppi. In grassetto i gruppi principali e le isole maggiori.
- Isola Kolosovych (остров Колосовых), (74°55′51.08″N 86°45′32.52″E), e isole adiacenti elencate in senso antiorario:
  - Scoglio Opoznak (скала Опознак), a nord.
  - Scoglio Neožidannaja (скала Неожиданная, "inaspettato"), a nord.
  - Isola di Popov-Čukin (остров Попова-Чукчина),  nella baia Medevež'ja (бухта Медевежья),(74°55′35.65″N 86°20′14.76″E).
  - Isola Ciganjuk (о. Циганюк), nella baia Medevež'ja (74°57′01.73″N 86°19′59.93″E).
  - Isola di Kučin (о. Кучина),  nella baia Medevež'ja (74°54′44.85″N 86°25′11.39″E).
  - Isole Kil'vaternye (острова Кильватерные), 2 isolotti ad ovest di capo Ožidanja (мыс Ожидания) (74°54′22.96″N 86°13′36.78″E).
  - Isola Bol'šoj (о. Большой; "grande"),  nella baia Trech Ostrovov (бухта Трех Остреовов), (74°51′48.91″N 86°51′28.48″E).
  - Isola Zapadnyj (о. Западный; "occidentale"), nella baia Trech Ostrovov (74°53′49.48″N 86°44′33.19″E).
  - Isola Vostočnyj (о. Восточный; "orientale"), nella baia Trech Ostrovov (74°54′01.72″N 86°50′34.09″E).
- Isola Nerpičij (о. Нерпичий; "della foca"), a sud dell'isola Kolosovych (74°47′53″N 86°35′54″E).
- Isole Vchodnye (острова Входные; "d'ingresso"), 4 isole, di cui 2 senza nome, nello stretto Leningradcev (пролив Ленинградцев), tra le isole Kolosovych, Nerpičij e la penisola di Minin:
  - Isola Priglubnyj (о. Приглубный), (74°49′46.14″N 86°20′59.25″E).
  - Isola di Emel'janov (о. Емельянова), (74°48′37.53″N 86°23′15.21″E).

Le isole di Kjellman (острова Челльмана), ad ovest-nord-ovest della penisola di Minin, comprendono:
- Isola Cirkul’ (о. Циркуль; "compasso"), (74°50′05.54″N 85°50′20.14″E).
- Isola Torosovyj (о. Торосовый; "banchina"), isoletta a nord di Cirkul' (74°53′42.4″N 85°55′26.66″E).
- Isola Dlinnyj (о. Длинный; "lunga"), a nord-ovest di Cirkul'(74°52′28.92″N 85°37′04.18″E).
- Isola Diabazovyj (о. Диабазовый; "di diabase"), ad ovest di Dlinnyj (74°51′39.87″N 85°11′51.36″E).
- Isola Mysovoj (о. Мысовый; "del promontorio"), a sud di Dlinnyj e ad ovest di Cirkul'(74°50′14.59″N 85°37′48.68″E).
- Isola Ploskij (о. Плоский; "piatta"), (74°48′07.73″N 85°16′28.22″E)
- Isola Olenij (о. Олений; "del cervo"), (74°45′39.78″N 85°29′54.07″E)
- Isola Skalistyj (о. Скалистый; "rocciosa"), la più meridionale, accanto alla punta ovest della penisola di Minin (74°39′20.36″N 85°42′05.76″E).

Le isole Plavnikovye (острова Плавниковые), a ovest, sud e sud-ovest della penisola di Minin, comprendono:
- Isola Pescovyj (о. Песцовый; "delle volpi artiche), (74°32′21″N 85°53′56.5″E), e isole adiacenti in senso antiorario:
  - Isola Utinyj (о. Утиный, "delle anatre"), (74°35′59.71″N 86°06′47.23″E)
  - Isola Granitnyj (о. Гранитный, "di granito"), (74°33′53.78″N 85°40′50.99″E)
  - Isola Drovjanoj (о. Дровяной; "della legna"), (74°27′29.48″N 85°51′59.5″E)
  - Isola Golyj (о. Голый; "nuda") (74°27′50.68″N 86°00′16.38″E)
- Isola Kruglyj (о. Круглый, "rotonda"), (74°31′23.5″N 85°22′27.5″E) e isole adiacenti in senso antiorario:
  - Isola Obmančivyj (о. Обманчивый; "ingannevole"), (74°34′48″N 85°27′50.32″E).
  - Isole Gusinye (о-ва Гусиные, "delle oche"), 3 isolette senza nome a ovest di Kruglyj, (74°32′09.09″N 85°01′05.19″E).
  - Isola Sobačij (о. Собачий; "del cane"), (74°31′05.41″N 85°08′24.82″E).
  - Isola Krugljašok (о. Кругляшок), (74°29′38.9″N 85°09′26.6″E).
  - Isole Kruglye (о-ва Круглые, "rotonde"), 2 piccole isole senza nome a sud-ovest di Kruglyj, (74°26′39.87″N 85°13′01.67″E).
- Isola Severnyj-Plavnikovyj (о. Северный-Плавниковый), (74°33′59.15″N 84°54′28.58″E).
- Isola di Podkov (о. Подкова), a ovest di Kruglyj, (74°27′28.22″N 84°38′26.45″E) e isole adiacenti in senso antiorario:
  - Isola di Baranov (о. Баранова), a ovest, (74°26′44.09″N 84°18′49.86″E).
  - Isola Kuropatočnyj (о. Куропаточный), a sud-ovest, (74°24′06.12″N 84°19′12.11″E).
  - Isola Nosatyj (о. Носатый; "nasuta"), a est, all'uscita della baia di Podkov, (74°27′27.83″N 84°57′45.83″E).
- Isola Bardroper (о. Бардропер), la più occidentale e settentrionale delle Plavnikovye, (74°39′04.21″N 85°14′34.94″E).
- Isola di Kosterin (о. Костерина), a sud di Kruglyj, (74°25′12.5″N 85°24′12.24″E).
- Isole di Gol'cman (о-ва Гольцмана), un gruppo di 7 isole a sud di Kosterin. Da nord a sud:
  - Isola Severnyj Zarzar (о. Северный Зарзар), (74°22′33.42″N 85°11′49.74″E).
  - Isola Južnyj Zarzar (о. Южный Зарзар), (74°20′52.8″N 85°12′51.55″E).
  - Isole Gol'cman Severnye (о-ва Гольцмана Северные), 2 piccole isole senza nome a ovest-sud-ovest di Južnyj Zarzar, (74°20′26.12″N 85°00′44.82″E).
  - Isola Bol'šoj Gol'cman (о. Большой Гольцман), (74°18′32.58″N 85°09′46.15″E).
  - Isola Vostočnyj Gol'cman (о. Восточный Гольцман),(74°18′31.248″N 85°17′23.46″E).
  - Isola Zapadnyj Gol'cman (о. Западный Гольцман),(74°18′11.16″N 84°58′23.91″E).
- Isole Malye Plavnikovye (о-ва Малые Плавниковые), 2 isolette a est delle Gol'cman, (74°20′50.46″N 85°41′38.61″E).
- Isole Rybnye (о-ва Рыбные, "dei pesci"), 3 isolette a est-sud-est delle Gol'cman, (74°17′05.78″N 85°33′55.62″E).
- Isole Zveroboj (о-ва Зверобой, "dell'iperico"):
  - Isola Zveroboj (о. Зверобой), (74°09′32.22″N 85°37′46.85″E)
  - Isola Malyj Zveroboj (о. Малый Зверобой), (74°11′40.95″N 85°19′26.87″E).
  - Isola Dioritovyj (о. Диоритовый; "di diorite"), (74°12′03.168″N 85°15′34.488″E).
  - Isola Prokljatyj (о. Проклятый; "maledetta"), (74°10′38.316″N 84°47′26.16″E).
  - Isola Zapadnyj Zveroboj (о. Западный Зверобой) 74°09′05.25″N 85°14′49.99″E
  - Isola Promežutočnyj (о. Промежуточный; "intermedia"), (74°08′28.104″N 85°14′59.892″E).
  - Isola di Savvateev (о. Савватеева), (74°08′10.536″N 85°15′04.82″E).
  - Isola Otdel'nyj (о. Отдельный; "separata"), (74°08′34.188″N 85°26′49.344″E).
  - Isola di Kazarinov (о. Казаринова) (74°08′09.852″N 85°20′23.712″E).
  - Isola Obchodnoj (о. Обходной; "indiretta"), (74°07′19.16″N 85°35′25.94″E).